# Scopula luctuata
Scopula luctuata là một loài bướm đêm trong họ Geometridae.